# Brigham Young

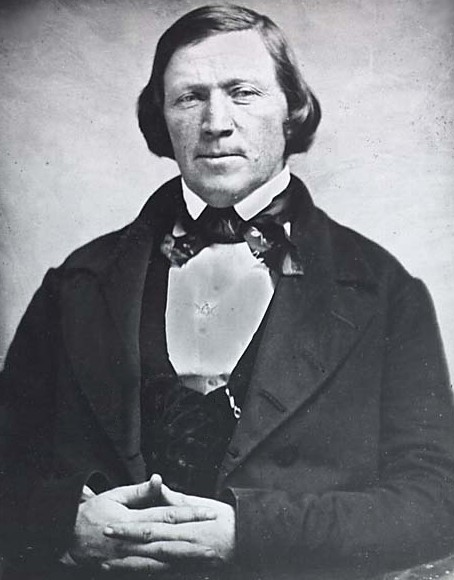
Brigham Young någon gång under mitten av 1800-talet.

Brigham Young, född 1 juni 1801 i Whitingham, Vermont, död 29 augusti 1877 i Salt Lake City, Utah, var den andra presidenten för Jesu Kristi Kyrka av Sista Dagars Heliga (även kallad Mormonkyrkan), och efterträdde således grundaren Joseph Smith. Han var med och grundade staden Salt Lake City.

## Biografi
Brigham Young var det nionde barnet i en syskonskara på elva, till föräldrarna John Young och Abigail (Nabby) Howesom. Han gifte sig med Miriam Works den 5 oktober 1824. Han var polygamist och var totalt gift med minst 56 fruar. Young var först medlem av metodistkyrkan innan han 1832 gick med i Kristi kyrka, grundad av Joseph Smith.
Under sina första år mötte kyrkan stort motstånd, och dess medlemmar var slutligen tvungna att lämna sina hemstäder (vid denna tidpunkt främst på östkusten i USA) och söka en fristad västerut. De leddes inledningsvis av kyrkans grundare Joseph Smith, men efter att han dödats av kyrkans motståndare efterträddes han av Brigham Young. Det fanns dock andra som ansåg sig vara Smiths rätta efterträdare vilket ledde till successionskrisen i Sista dagars heliga-rörelsen och splittring då flera nya samfund bildades. Brigham Young ledde först kyrkan som ledare av de tolv apostlarnas kvorum men 1847, tre år efter Smiths död, omorganiserade han första presidentskapet och kom därefter att leda kyrkan som dess president. Han ansåg att för att slippa de ständiga trakasserier och förföljelser som kyrkan ständigt utsattes för var den bästa lösningen att leda sina anhängare västerut.
Brigham Young ledde sina medlemmar den sista biten över prärien och den 24 juli 1847 anlände de i Saltsjödalen där 3 500 medlemmar stannade och började bygga upp en stad på den plats Young pekat ut. Den kom att heta Salt Lake City och ligger i nuvarande delstaten Utah. Young och kyrkan ville grunda staten Deseret men fick inte detta för regeringen. Man fick dock istället tillstånd att bilda Utahterritoriet, för vilket Young blev guvernör.

## Eftermäle
Ett universitet har även grundats i hans namn - Brigham Young University. Universitet har sitt huvudcampus i Provo, Utah, men finns också på andra platser som Hawaii och Idaho. Staden Brigham City i Utah är också uppkallad efter honom.
Brigham Young har porträtterats på film bland annat av Dean Jagger i filmen Mormonernas kamp (originaltitel Brigham Young, 1941), av Maurice Grandmaison i Brigham (1977), Charlton Heston i TV-filmen The Avenging Angel (1995), Terence Stamp i September Dawn (2006) av Gregg Henry i TV-serien Hell on Wheels (2011) och av Kim Coates i Netflix-serien American Primeval (2025).
Brigham Young hade minst 20 fruar, och 57 barn